# 77 př. n. l.

## Hlavy států
- Pontus – Mithridatés VI. Pontský (doba vlády asi 120 př. n. l. – 63 př. n. l.)[1]
- Parthská říše – Oródés I.? (81/80 – 78/77 př. n. l.) » Sinatrukés (78/77 – 71/70 př. n. l.)
- Egypt – Ptolemaios XII. Neos Dionýsos (80 – 51 př. n. l.)
- Čína – Čao-ti (dynastie Západní Chan)
- starověká Arménie – Tigranés Veliký (doba vlády 95 př. n. l. – 55. př. n. l.)[2]